# Мёриваль
Мёрива́ль (фр. Meurival) — коммуна во Франции, находится в регионе Пикардия. Департамент коммуны — Эна. Входит в состав кантона Гиньикур. Округ коммуны — Лан.
Код INSEE коммуны — 02482.

## Население
Население коммуны на 2010 год составляло 52 человека.
| 1962 | 1968 | 1975 | 1982 | 1990 | 1999 | 2010 |
| ---- | ---- | ---- | ---- | ---- | ---- | ---- |
| 77   | 66   | 46   | 44   | 51   | 60   | 52   |

## Экономика
В 2010 году среди 36 человек трудоспособного возраста (15—64 лет) 28 были экономически активными, 8 — неактивными (показатель активности — 77,8 %, в 1999 году было 64,1 %). Из 28 активных жителей работали 23 человека (15 мужчин и 8 женщин), безработных было 5 (2 мужчин и 3 женщины). Среди 8 неактивных 1 человек был учеником или студентом, 3 — пенсионерами, 4 были неактивными по другим причинам.